# Fédération asiatique de squash
La fédération asiatique de squash est formée le 29 novembre 1980 après la suggestion du Pakistan et de la première réunion des nations de squash d'Asie, tenue à Karachi. Les membres fondateurs sont le Bahreïn, le Bangladesh, la Malaisie, le Pakistan, les Philippines, Singapour et la Thaïlande.  Le Pakistan fournit le premier président, le siège et le secrétariat. 

## Contributions
La fédération sert d'organe de gestion du squash en Asie et, en tant que tel, promouvoir et aider au développement du sport parmi ses pays membres. Elle dit aussi maintenir et faire respecter les principaux aspects de toutes les règles organisationnelles et techniques du sport, telles que décidées par la Fédération mondiale de squash (WSF). Ces derniers doivent :
- mettre en œuvre les règlements fondamentaux pour le squash compétitif international; ainsi que,
- maintenir une relation de travail avec le Conseil olympique d'Asie.

La fédération a aussi pour but de :
- maintenir l'autorité et l'autonomie de ses membres,
- protéger les intérêts communs de ses membres par la consultation et l'effort coordonné,
- collecter, rassembler et diffuser l'information parmi ses membres.
- aider les membres à promouvoir le squash compétitif au profit de tous les pays membres de la Fédération.

Elle sert aussi d'arbitrage si les circonstances l'exigent pour tout différend relatif au squash entre les pays membres.

## Liste des présidents
| N° | Période d'activité | Nom                   |
| -- | ------------------ | --------------------- |
| 1  | 1980 - 1985        | M.Anwar Shamim        |
| 2  | 1985 - 1997        | Edward Jacob          |
| 3  | 1997 - 2001        | Mokhzani Mahathir     |
| 4  | 2001 - 2009        | Narayana Ramachandran |
| 5  | 2009 - 2013        | Dato' A. Sani Karim   |
| 6  | Depuis 2013        | David Y.Y. Mui        |

## Liste des membres
| Nation          | Fédération                                    | Président                     |
| --------------- | --------------------------------------------- | ----------------------------- |
| Bahreïn         | Bahrain Badminton & Squash Association        | Hussam Bin Essa Al-Khalifa    |
| Bangladesh      | Bangladesh Squash Rackets Federation          | Mushfiqur Rahman Mohan        |
| Brunei          | Brunei Squash Rackets Association             | Abdul Hamid Abdullah          |
| Chine           | Chinese Squash Association                    | Zhang Xiaoning                |
| Taipei chinois  | Squash Rackets Association of Chinese Taipei  | Charles-C.Y.Chen              |
| Hong Kong       | Hong Kong Squash                              | David Y Y Mui                 |
| Inde            | Squash Rackets Federation of India            | K.S.Sripathi                  |
| Indonésie       | Persatuan Squash Indonesia                    | Syarif Bastaman               |
| Iran            | Iran Squash Federation                        | Masoud Soleimani              |
| Irak            | Iraqi Squash Federation                       | Ali Jihad Ramadhan            |
| Japon           | Japan Squash Association                      | Totsumi Fujigasaki            |
| Jordanie        | Jordan Squash Federation                      | Ramzi Ali Tabbalat            |
| Corée du Sud    | Korea Squash Federation                       | WonKwan Kim                   |
| Koweït          | Kuwait Squash Federation                      | Hussain A. Al Maqsseed        |
| Liban           | Lebanese Squash Federation                    | Mahmoud El Badawi             |
| Macao           | Associacao De Squash De Macau                 | Cheung Lup Kwan               |
| Malaisie        | Squash Racquets Association Of Malaysia       | Dato' Syed Mustaffa Syed Ali  |
| Népal           | Nepal Squash Rackets Federation               | Kishore Maharjan              |
| Oman            | Squash Federation of Oman                     | Ahmad ben Hashill Al-Muscarry |
| Pakistan        | Pakistan Squash Federation                    | Tahir Raffique Butt           |
| Palestine       | Palestine Squash Federation                   | Mohammed Abou-Loughad         |
| Philippines     | Squash Rackets Association of the Philippines | Romeo M Ribano                |
| Qatar           | Qatar Squash Federation                       | Nasser Al-Khelaïfi            |
| Arabie saoudite | Saudi Squash Federation                       | Tareq Al Tameme               |
| Singapour       | Singapore Squash Rackets Association          | Desmond Hill                  |
| Sri Lanka       | Sri Lanka Squash Federation                   | Palitha Weerasinghe           |
| Thaïlande       | Thailand Squash Rackets Association           | Patee Sarasin                 |

## Événements
La fédération organise plusieurs événements.
Les événements pour les catégories juniors :
- Championnats individuels juniors asiatiques,
- Championnats d'Asie par équipes juniors,
- Série Super Junior Asiatique.

Les événements seniors :
- Championnats asiatiques individuels de squash,
- Championnats d'Asie par équipes.

Les événements vétérans :
- Championnats d'Asie Masters